# Frasne-le-Château
Frasne-le-Château är en kommun i departementet Haute-Saône i regionen Bourgogne-Franche-Comté i östra Frankrike. Kommunen ligger i kantonen Gy som tillhör arrondissementet Vesoul. År 2022 hade Frasne-le-Château 292 invånare.

## Befolkningsutveckling
Antalet invånare i kommunen Frasne-le-Château
| Referens: INSEE |